# In the Name of Ben-Hur
Pour plus de détails, voir Fiche technique et Distribution.
In the Name of Ben Hur est un film d'action américain de 2016, d'une durée de 90 minutes, réalisé par Mark Atkins. Il est sorti le 2 août 2016 pour profiter de la campagne commerciale du film Ben-Hur, sorti le 19 août de la même année aux États-Unis.

## Synopsis
En 171 après Jésus-Christ, un jeune gladiateur, qui a été réduit en esclavage dans l’arène romaine, s’échappe en char vers le mur d'Hadrien et la liberté. Combattant des centurions et des mercenaires en cours de route, il devient un héros populaire pour tous ceux qui luttent contre l’oppression de Rome.

## Distribution
- Jonno Davies (en) : Adrian
- Adrian Bouchet : Judah Ben Hur
- Peter Ormond : Kaeso
- Alan Calton : Cyprian
- Marcello Walton : Atticus
- Robert Lease : Dio
- Stephanie Beran : Veleda
- Taylor Jay-Davies : Caius
- Michael Bott : Cassius[1]
- Jo Marriott : Braga, mercenaire celtique[5]
- Lucy Clements : Aurelia
- Jason Beeston : Darius
- Lara Heller : Lucia
- Alf Thompson : Tauri
- Paul James : Octus
- Gana Bayarsaikhan : Khutu
- Henry Douthwaite : Sergius
- James Battrick : Jeune homme libre[1]

## Accueil

### Réception critique
Le film a obtenu le score d’audience de 33% sur Rotten Tomatoes